# Acrocladium
Acrocladium là một chi rêu trong họ Amblystegiaceae.